# Michail Schereschewski
Michail Israeljewitsch Schereschewski (russisch Михаи́л Изра́илевич Шереше́вский; * 21. April 1950 in Minsk) ist ein russisch-bulgarischer Schachspieler und -trainer sowie Buchautor belarussischer Herkunft.

## Leben

### Anfänge in der Sowjetunion
Sein erster Trainer war im Pionierpalast von Minsk Abo Israilewitsch Schagalowtisch. Im Alter von 16 Jahren qualifizierte sich Schereschewski für die sowjetische Meisterschaft 1967, die im Dezember in Charkiw ausgetragen wurde. Dort erreichte er sechs Punkte aus 13 Partien und belegte am Ende unter den 130 Teilnehmern den 79. Platz. Kurz darauf übernahm Issaak Boleslawski sein Training und 1968 gewann er die Minsker Stadtmeisterschaft. Nachdem er beim Sokolski-Memorial 1971 in Minsk die erforderliche Norm erfüllt hatte, verlieh ihm das sowjetische Komitee für Körperkultur und Sport den Titel eines nationalen Meisters. Bis in die 1980er Jahre nahm er an zahlreichen nationalen Turnieren teil, spielte Wettbewerbe mit den sowjetischen Streitkräften und war mehrfach Mitglied der belarussischen Mannschaft bei Völker-Spartakiaden.
Im Jahre 1975 begann Schereschewski in Minsk selbst als Trainer zu arbeiten. Zunächst war er für Gruppen bis zur Meisterkandidat-Kategorie verantwortlich, übernahm aber bald die Zuständigkeit für die belarussische Nachwuchsnationalmannschaft. Nachdem er die Bekanntschaft von Mark Dworezki gemacht hatte, wurde er zeitweise dessen Assistent und arbeitete jeweils für kurze Zeit unter ihm bei den Moskauer Schachvereinen Burewestnik und Lokomotive. Hauptsächlich war er jedoch an der Belarussischen Staatlichen Universität für Körperkultur in Minsk tätig. Zu seinen bekanntesten Schülerinnen und Schülern zählen Aljaksej Aljaksandrau (U20-Junioreneuropameister 1992, sechsfacher belarussischer Meister), Elena Zaiats (belarussische Meisterin 1988), Tatjana Grabusowa (Senioreneuropameisterin 2019) und Ilaha Kadimowa (U18-Jugendweltmeisterin 1992 und 1993, U16-Jugendeuropameisterin 1991). Insgesamt trainierte er sieben spätere Großmeister und Frauen-Großmeister. Nachhaltige internationale Bekanntheit erlangte er aber vor allem aufgrund der von ihm verfassten Schachliteratur. Sein Buch Endgame Strategy, das 1981 im russischen Original und 1985 in englischer Übersetzung erschien, gilt als Standardwerk. Zahlreiche Großmeister – darunter Magnus Carlsen, Lewon Aronjan, Grigory Serper, Rafael Leitão und Jan Gustafsson – betrachten es als eines der besten Schachbücher überhaupt.

### Abkehr vom Schach
Im Jahr 1990 wanderte er mit seiner Familie nach Bulgarien aus – laut eigener Aussage vor allem, um aus dem Einflussbereich der Nuklearkatastrophe von Tschernobyl zu entkommen. Da Belarus nach dem Zerfall der Sowjetunion keine doppelte Staatsbürgerschaft zuließ, wurde er zunächst russischer Staatsbürger, um in der Folge auch die bulgarische Staatsangehörigkeit anzunehmen. Er arbeitete nur noch bis 1992 als Trainer, trat anschließend noch selbst bei einigen Turnieren in Europa an, zog sich dann aber 1994 zunächst komplett vom Schach zurück und wechselte als Unternehmer in die Wirtschaft. In Bulgarien baute Schereschewski eine große Möbelmanufaktur auf. Im Zuge der Weltfinanzkrise verkaufte er das Unternehmen 2008 größtenteils. Eine kleinere Firma besteht weiterhin, er selbst ist jedoch nicht mehr permanent vor Ort.

### Rückkehr
Schereschewski kehrte ab 2001 schrittweise zum Schach zurück, als er das bulgarische Team im Vorfeld und während der in León ausgetragenen Mannschaftseuropameisterschaft als Trainer betreute. Ein Jahr darauf hatte er die gleiche Funktion bei der Olympiade in Bled inne. Auf Anregung von Mark Gluchowski, damaliger Chefredakteur der Schach-Fachzeitschrift 64 und Geschäftsführer von Chess TV, begann Schereschewski, Trainingslektionen für das Fernsehen und Online-Kanäle zu produzieren. Seit Mai 2016 gehört er zum Trainerteam der Schachsparte am Bildungszentrum Sirius für hochbegabte Kinder und Jugendliche in Sotschi. Er verfügt weiterhin über Wohnsitze in Sofia und Minsk.

### Elo-Entwicklung
| Hier fehlt eine Grafik, die leider im Moment aus technischen Gründen nicht angezeigt werden kann. Wir arbeiten daran! |

## Auszeichnungen
- 1971: Sportmeister der Sowjetunion im Schach
- 1988: Verdienter Trainer der BSSR im Schach

## Publikationen
- Michail Schereschewski: Стратегия эндшпиля. Fizkultura i sport, Moskau, 1981, ISBN 5-278-00038-4.

- Englische Version: Endgame stretegy. Pergamon Press, Oxford, 1985, ISBN 978-0-08-029745-3.

- Michail Schereschewski; Leonid Leonid: Контуры эндшпиля. Fizkultura i sport, Moskau, 1989, ISBN 5-278-00163-1.

- Englische Version: Mastering the endgame. Vol. 1: Open and semi-open games. Pergamon Press, Oxford, 1991, ISBN 978-0-08-037777-3.
- Englische Version: Mastering the endgame. Vol. 2: Closed games. Pergamon Press, Oxford, 1992, ISBN 978-0-08-037784-1.

- Michail Schereschewski: The Soviet chess conveyor. Semko, Sofia, 1994, ISBN 978-954-8782-01-2.
- Michail Schereschewski: The Shereshevsky method to improve in chess. From club player to master. New In Chess, Alkmaar, 2018, ISBN 978-90-5691-764-7.